# Cabo Rojo
Cabo Rojo és un municipi de Puerto Rico situat a l'extrem sud-oest de l'illa, també conegut amb els noms de Cuna de Cofresí, Los Mata con Hacha i Ciudad Maravillosa. Confina al nord amb Mayagüez i Hormigueros; al sud amb el Mar Carib; a l'est amb els municipis de San Germán, Hormigueros i Lajas; i a l'oest amb el Canal de la Mona.
El municipi està dividit en 9 barris: Bajura, Boquerón, Cabo Rojo Pueblo, Guanajibo, Llanos Costa, Llanos Tuna, Miradero, Monte Grande i Pedernales.
Cabo Rojo deu el seu nom als marins que amb Cristòfor Colom van descobrir l'illa en el seu segon viatge a Amèrica. Al intentar vorejar l'illa van observar un color vermellós de les terres d'aquella zona (avui Els Morrillos) i la van nomenar "Los Cabos Rojos". Aquest color sorgia per l'alta concentració de sals marines que van començar a explotar-se industrialment el 1511. Ja en 1525, les salines de Cabo Rojo, constituïen una línia de gran importància econòmica per a la zona.
Aurora

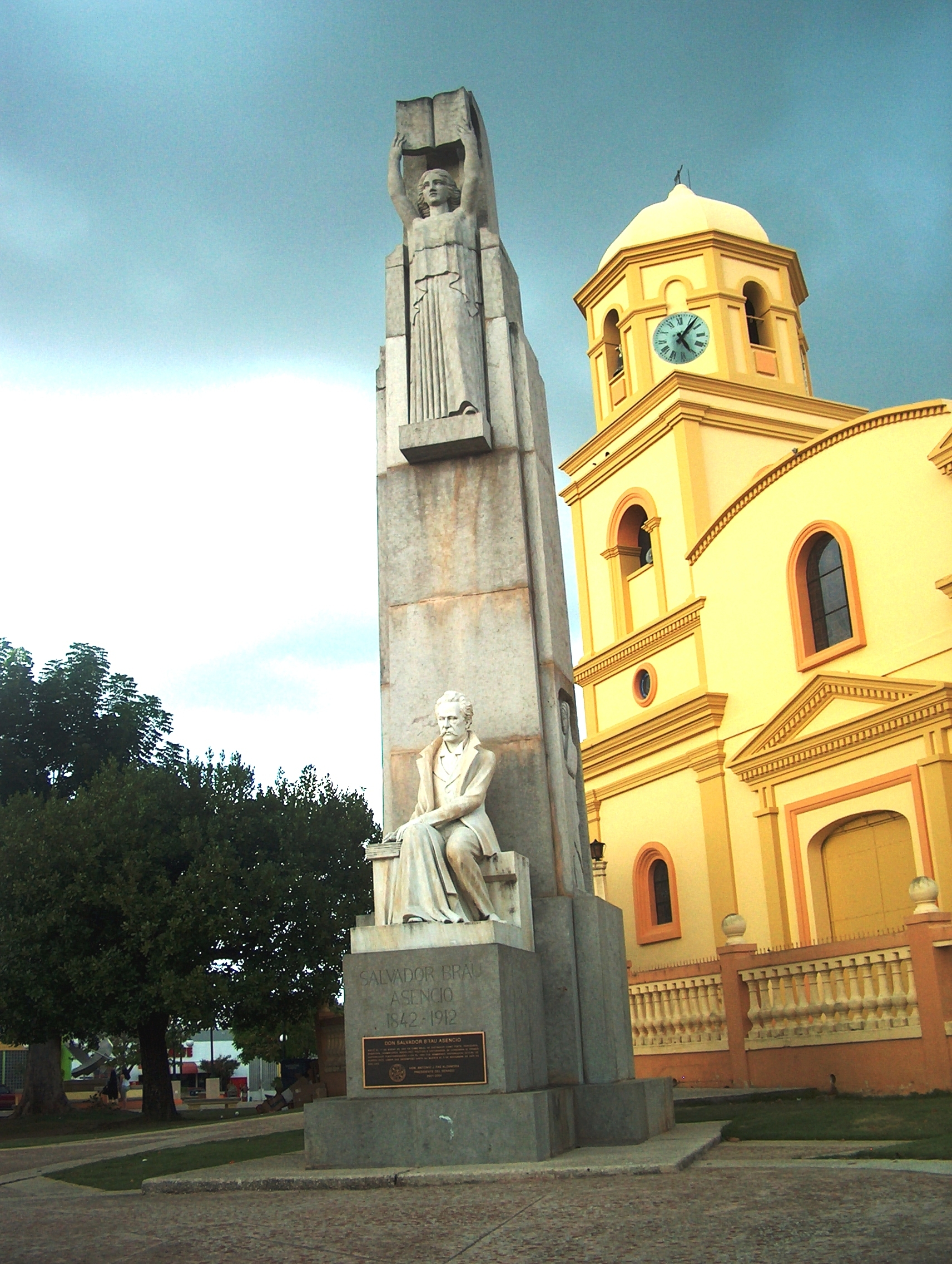
Monument a Salvador Brau y Asencio, davant de l'església de San Miguel Arcàngel (2007)